# Стивън Уайнбърг
Стивън Уайнбърг (на английски: Steven Weinberg) е американски физик, носител на Нобелова награда за физика за 1979 година. Заедно с Абдус Салам и Шелдън Глашоу, с които споделя нобеловата премия, предлага теория, обединяваща електромагнитното и слабото взаимодействия в електрослабо взаимодействие.

## Биография
Роден е на 3 май 1933 година в Ню Йорк, САЩ. Завършва природоматематическата гимназия в Бронкс, Ню Йорк, където е съученик с Глашоу. Дипломира се през 1954 в Университета „Корнел“, а през 1957 защитава докторска дисертация в Принстън, под ръководството на Сам Трайман. Професор по астрономия в Университета на Тексас в Остин.
Известен е най-вече с теорията за електрослабото взаимодействие, която гласи, че при известни обстоятелства, електромагнитното и слабото ядрено взаимодействие представляват едно единно взаимодействие.
Уайнбърг е атеист. Автор е на известния афоризъм:
| „ | Религията е оскърбление за човешкото достойнство. И с нея, и без нея пак ще има добри хора, вършещи добри дела, както и лоши хора, вършещи лоши неща. Но за да вършат и добрите хора лоши неща, е нужна религия. | “ |

В по-късно есе Уайнбърг изменя и развива забележката си:
| „ | Фредерик Дъглас, в своите разкази, ни казва как положението му на роб се влошава, когато господарят му приема религията, което му позволява да оправдае робството като наказание за децата на Хам. Марк Твен описва неговата майка като истински добър човек, с меко сърце, изпитваща състрадание дори и към Сатана, и която нямала никакво колебание за легитимността на робството, понеже в предвоенното Мисури тя не е чула и една прововед, противопоставяща се на робството, а само такива, проповядващи че робството е воля божия. С или без религия, добрите хора могат да са добри, а лошите да вършат зло; но да бъдат доведени добри хора до това да вършат зло − за това трябва религия. | “ |